# Braziliaans curlingteam (gemengd)
Het Braziliaans curlingteam vertegenwoordigt Brazilië in internationale curlingwedstrijden.

## Geschiedenis
Brazilië nam voor het eerst deel aan een internationaal curlingtoernooi voor gemengde landenteams in 2015, toen het van de partij was op het allereerste wereldkampioenschap in deze curlingdiscipline. Het Braziliaanse team, onder leiding van skip Marcelo Cabral de Mello, opende het toernooi met een 13-2-nederlaag tegen Schotland. Het was het begin van een toernooi dat desastreus verliep voor de Brazilianen: alle acht wedstrijden gingen verloren. Brazilië kon op puntentotaal nog net Kazachstan achter zich laten, en eindigde zo als 35ste, op 36 deelnemers. Een jaar later waren de Brazilianen wederom van de partij, maar ook ditmaal kon het land geen enkele wedstrijd winnen. In 2017 won Brazilië met 7-3 van Frankrijk, meteen goed voor de eerste Braziliaanse curlingoverwinning ooit. Op het Wereldkampioenschap gemengd in 2022 was Brazilië niet aanwezig. In 2024 werden wel twee wedstrijden gewonnen, van Taiwan en van Roemenië.

## Brazilië op het wereldkampioenschap
| Jaar | Plaats        | Skip                    | WG            | W             | V             | PV            | PT            |
| ---- | ------------- | ----------------------- | ------------- | ------------- | ------------- | ------------- | ------------- |
| 2015 | 35            | Marcelo Cabral de Mello | 8             | 0             | 8             | 18            | 64            |
| 2016 | 33            | Raphael Monticello      | 6             | 0             | 6             | 19            | 53            |
| 2017 | 30            | Marcelo Cabral de Mello | 6             | 1             | 5             | 24            | 49            |
| 2018 | 33            | Anne Shibuya            | 8             | 0             | 8             | 25            | 73            |
| 2019 | 36            | Sérgio Mitsuo Vilela    | 7             | 0             | 7             | 14            | 74            |
| 2022 | Geen deelname | Geen deelname           | Geen deelname | Geen deelname | Geen deelname | Geen deelname | Geen deelname |
| 2023 | 32            | Sérgio Mitsuo Vilela    | 7             | 0             | 7             | 16            | 51            |
| 2024 | 30            | Sérgio Mitsuo Vilela    | 7             | 2             | 5             | 28            | 59            |

Andorra · Australië · België · Brazilië · Canada · China · Chinees Taipei · Denemarken · Duitsland · Engeland · Estland · Filipijnen · Finland · Frankrijk · Hongarije · Hongkong · Ierland · India · Israël · Italië · Japan · Kazachstan · Kenia · Kosovo · Kroatië · Letland · Litouwen · Luxemburg · Mexico · Nederland · Nieuw-Zeeland · Nigeria · Noorwegen · Oekraïne · Oostenrijk · Polen · Portugal · Puerto Rico · Roemenië · Rusland · Schotland · Servië · Slovenië · Slowakije · Spanje · Tsjechië · Turkije · Verenigde Staten · Wales · Wit-Rusland · Zuid-Korea · Zweden · Zwitserland